# 28 août 1979
Le mardi 28 août 1979 est le 240e jour de l'année 1979.

## Naissances
- Abraham Ruhumuriza, cycliste rwandais
- Bina Ramesh, athlète française
- Caoimhín Ó Raghallaigh, musicien irlandais
- Chris Clark, acteur et réalisateur
- Gianni Giardinelli, acteur français
- Ismed Sofyan, joueur de football indonésien
- Jamar Fletcher, joueur américain de football américain
- Janaka Hemantha, cycliste sri-lankais
- Kenny Stamatopoulos, joueur de football grec
- Leonardo Andres Iglesias, footballeur argentin
- Magdalena Mroczkiewicz, escrimeuse polonaise
- Markus Pröll, footballeur allemand
- Robert Hoyzer, arbitre allemand de football
- Ruth Riley, joueur de basket-ball américain
- Santiago Artese, joueur de rugby argentin
- Shaila Dúrcal, chanteuse espagnole
- Shane Van Dyke, cinéaste américain
- Yuki Maeda, chanteuse japonaise d'enka

## Décès
- Auguste Blaesi (né le 1er décembre 1903), sculpteur suisse
- Constantin Simonov (né le 28 novembre 1915), écrivain russe
- Mathieu André (né le 8 février 1909), footballeur français
- Tatiana Constantinovna de Russie (née le 11 janvier 1890), princesse de Russie

## Événements
- Rallye automobile : arrivée du Rallye de Finlande.